# 下長磯町
下長磯町（しもながいそまち）は、群馬県前橋市の地名。郵便番号は379-2151。2013年現在の面積は0.65km2。

## 地理
桃ノ木川右岸に位置している。

### 河川
- 桃ノ木川

## 歴史
江戸時代頃からある地名であり、前橋藩領だった。もとは上長磯村と一村で「長磯村」と称した。

### 年表
- 戦国時代 - 「大胡庄之内･･･長安村」の名が山内上杉氏所領として「上州之内　持分之事」（「彦部文書」）に見える[5]。
- 天正18年（1590年） - 平岩親吉が前橋城主となり、以後下長磯は江戸時代を通じて前橋藩領だった[6]。

- 元禄15年（1702年） - 元禄郷帳に上長磯村と下長磯村が別に記述されている。寛文8年（1668年）の「上野国郷帳」では長磯村として記述されるため、この間に分村されたとみられる[7]。

- 明治22年（1889年）4月1日 - 町村制施行により、下長磯村は天川大島村、上大島村、女屋村、上長磯村、東上野村、野中村、小島田村、小屋原村、下大島村、笂井村、上増田村、下増田村、駒形新田と合併し南勢多郡木瀬村が成立する。
- 明治29年（1896年）4月1日 - 南勢多郡と東群馬郡が統合し勢多郡となる。
- 昭和32年（1957年）
  - 1月20日 勢多郡木瀬村、荒砥村が合併し城南村が成立する。
  - 10月10日 城南村の一部（大字下長磯、小島田）が前橋市へ編入される。そのため前橋市下長磯町となる。

### 地名の由来
昔、この辺りを利根川が流れていた頃、川岸の磯であったからという。

## 世帯数と人口
2017年（平成29年）8月31日現在の世帯数と人口は以下の通りである。
| 町丁     | 世帯数  | 人口  |
| -------- | ------- | ----- |
| 下長磯町 | 227世帯 | 627人 |

## 小・中学校の学区
市立小・中学校に通う場合、学区は以下の通りとなる。
| 番地 | 小学校             | 中学校             |
| ---- | ------------------ | ------------------ |
| 全域 | 前橋市立永明小学校 | 前橋市立木瀬中学校 |

## 交通

### 鉄道
鉄道駅はない。

### 道路
国道は国道50号が通っており、県道は通っていない。

## 施設
- 下長磯稲荷神社 - 旧社格は村社[10]。4月15日に拝殿で奉納される式三番叟は、江戸時代中期にまで遡り、「下長磯の式三番」として記録作成等の措置を講ずべき無形文化財に指定[11]、「下長磯あやつり式三番 附人形3個」として群馬県指定重要無形文化財に指定されている[12][13]。